# Godolphin House

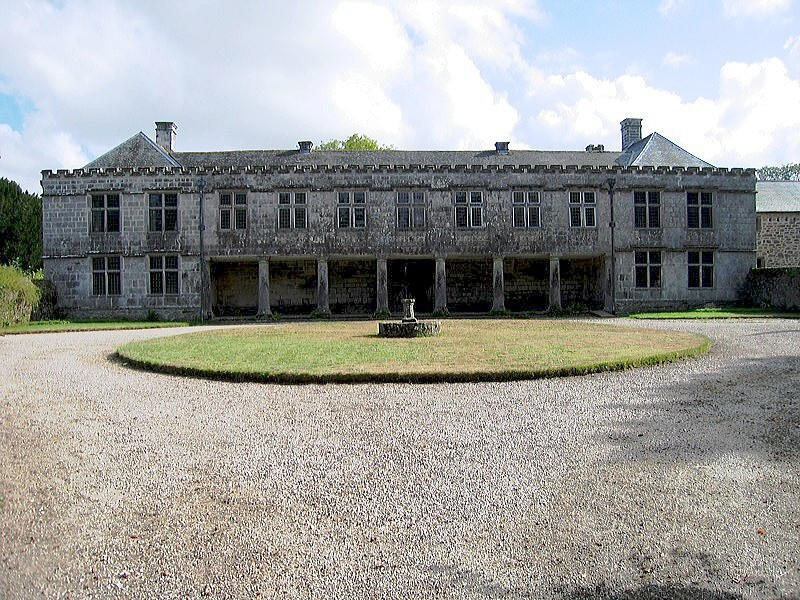
Godolphin House – Auffahrt

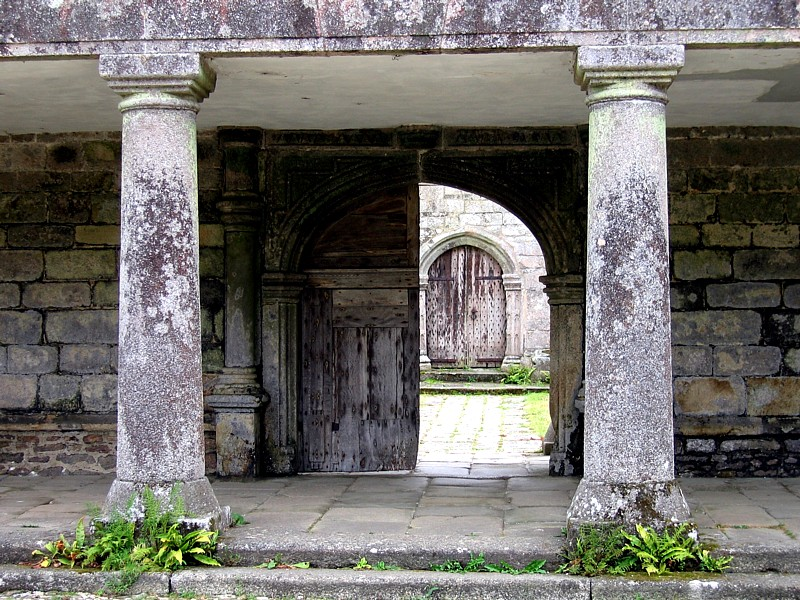
Godolphin House – Eingangstor

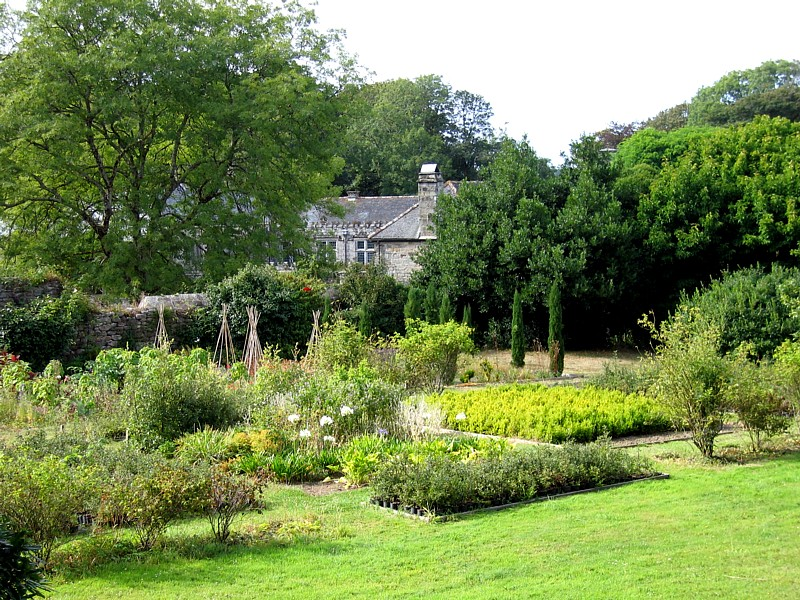
Godolphin House – mittelalterliche Gärten

Das Godolphin House ist ein Herrschaftssitz aus der Tudor- und Stuart-Zeit und befindet sich zwischen Townshend und Godolphin Cross in der Nähe von Helston in der Grafschaft Cornwall in England. Das Gebäude, das man heute besichtigen kann, ist der Rest einer weit größeren Anlage, die bis Mitte des 18. Jahrhunderts der Sitz der Familie Godolphin war. Die Godolphins, deren Reichtum vom lokalen Zinnbergbau herrührte, waren eine der führenden Familien von Cornwall. Das Anwesen ist heute im Besitz des National Trust.

## Geschichte
Bis zur Mitte des 16. Jahrhunderts bestand das Gebäude aus drei Flügeln, die durch eine Nordwand einen Hof einschlossen. Sir William Godolphin, Offizier im Dienst von König Heinrich VIII., nahm einige Änderungen am Haus vor, die von Sir Francis Godolphin, Gouverneur der Scilly-Inseln, weitergeführt wurden. Der abschließende Nordflügel, nun Eingangsbereich, wurde vermutlich 1630 von seinem Sohn William hinzugefügt. Im 17. Jahrhundert erreichte das Gebäude seine Blütezeit und umfasste etwa 100 Räume.   
William Godolphins Enkel Sidney war von 1702 bis 1710 Lord High Treasurer der Queen Anne und war für die Finanzierung der Kriege des Duke of Marlborough verantwortlich. Er wurde zum Earl of Godolphin ernannt und sein Sohn Francis Godolphin, 2. Earl of Godolphin, heiratete eine Tochter Marlboroughs. Der 1. Earl verbrachte wenig Zeit im Godolphin House und der 2. Earl sogar noch weniger. Nach dessen Tod 1766 ging der Familiensitz an Thomas Osborne, 4. Duke of Leeds, den seine Tochter und Erbin Mary geheiratet hatte.   
1805 wurde ein beträchtlicher Teil des Gebäudekomplexes abgerissen und Godolphin House wurde ein einfaches Bauernhaus. 1929 verkaufte John Osborne, 11. Duke of Leeds das Haus. 1936 wurde das Anwesen von der Familie Schofield erworben, die das Gebäude teilweise restaurierte, dazu aber auf Fördermittel und Spenden angewiesen war. 2007 übernahm schließlich der National Trust Gebäude und Garten.      

## Gebäude
Die Nordflügel besteht aus einer Kolonnade mit dorischen Säulen, darüber eine Fassade mit Fenstern aus dem 17. Jahrhundert. Ein Eingangstor, datiert auf 1575 und zur ursprünglichen Nordwand gehörend, führt durch die Kolonnade in den Hof. Ost- und Westflügel überstanden den Abriss im frühen 19. Jahrhundert. Die Fenster im Ostflügel stammen von 1530, die des Westflügels aus dem frühen 17. Jahrhundert. Vom südlichen Anbau sind nur die vordere Fensterwand und das gotische Portal erhalten geblieben.
Die Räumlichkeiten im Ost- und Westflügel, darunter ein großer Saal, wurden restauriert und mit alten Möbeln und Tapisserien ausgestattet. Einige der Möbel stammen noch aus dem Familienbesitz der Godolphins, andere wurden zugekauft. 
Die Räume über den Kolonnaden im Nordflügel müssen erst noch aufwendig restauriert werden. Godolphin House besitzt zudem umfangreiche landwirtschaftliche Gebäude und restaurierte Stallungen aus der Zeit Elisabeths I. Reste der mittelalterlichen Gärten befinden sich auf der Ostseite des Gebäudes.